# Jiří Franta

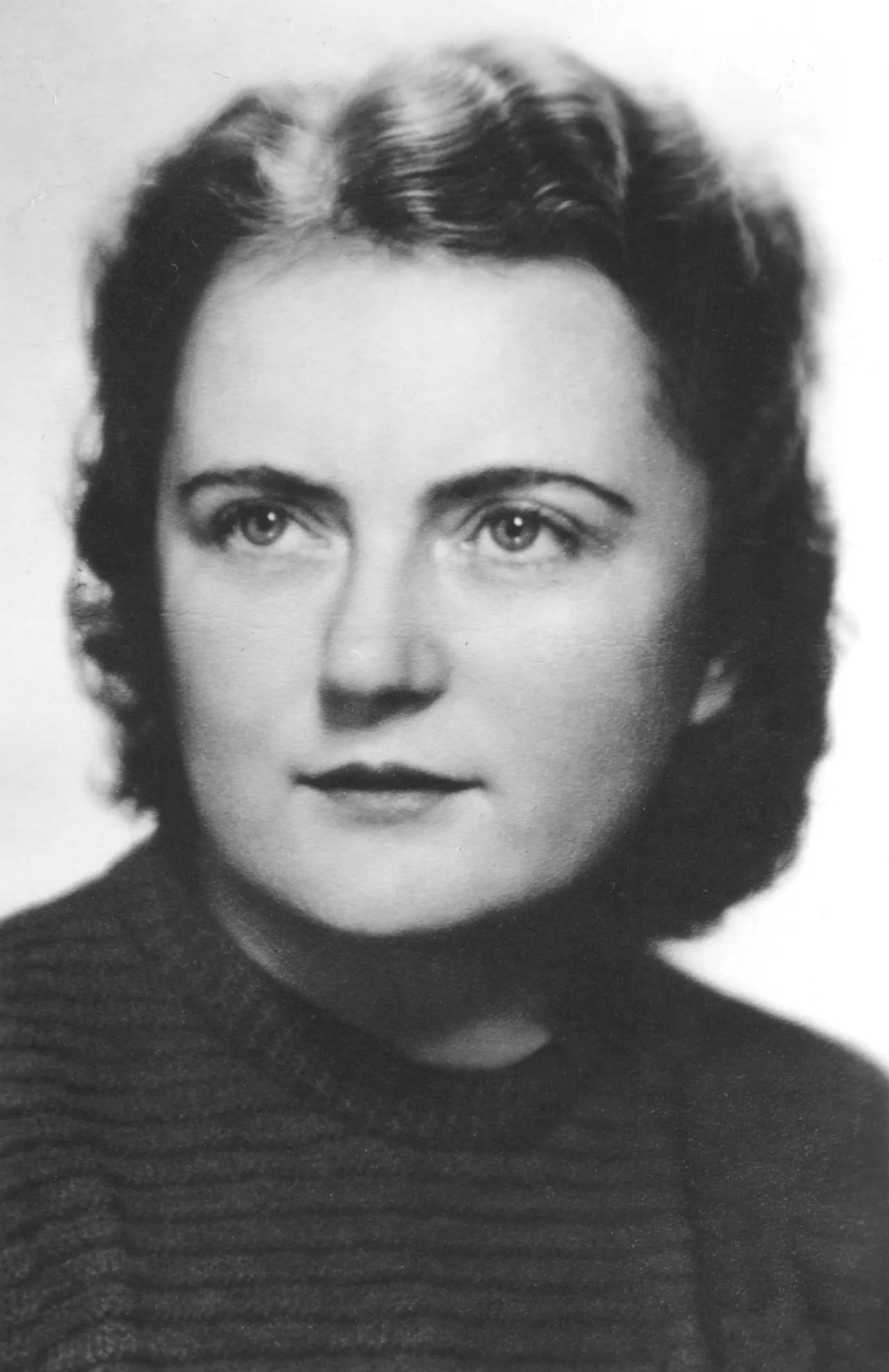
Jeho manželka MUDr. Milada Frantová

Jiří Franta (31. srpna 1899 Lipník nad Bečvou – 2. února 1945 Věznice Brandenburg-Görden) byl český oční lékař a účastník odboje z období druhé světové války.

## Život
Jiří Franta se narodil 31. srpna 1899 v Lipníku nad Bečvou v rodině Zdeňka Franty a Marty rozené Johnové. Vystudoval reálné gymnázium v Kroměříži, kde v roce 1916 maturoval. V roce 1918 byl povolán do rakousko-uherské armády, ale na frontu první světové války se již nedostal. Následně studoval na Lékařské fakultě Univerzity Karlovy, kde promoval v roce 1924. Následovala roční prezenční vojenská služba v Československé armádě, kterou absolvoval na pozici lékaře v divizní nemocnici v Praze. Od roku postupně pracoval na různých postech v oboru očního lékařství a profesně stoupal. Od roku 1928 provozoval soukromou praxi. V roce 1934 se oženil s rovněž oční lékařkou Miladou Reimovou. V témže roce nastoupil na post zástupce přednosty očního oddělení v nemocnici v Opavě, kde se stal postupně přednostou oddělení a v roce 1937 primářem. V roce 1938 v oboru očního lékařství habilitoval. Po odstoupení pohraničí v témže roce musel svůj post opustit a přidělen byl do Olomouce. V březnu 1939 se stal primářem očního oddělení Všeobecné veřejné nemocnice v Hradci Králové. Během své kariéry vědecky pracoval, publikoval a přednášel. Mezi nejcennější patří jeho práce o biochemii komorové vody. Vědecky pracovat se snažil i v době věznění. Byl aktivním členem Sociální demokracie.

## Protinacistický odboj
Do protinacistického odboje se Jiří Franta jakož i jeho manželka aktivně zapojili v roce 1940 v organizaci Petiční výbor Věrni zůstaneme. Jiří Franta používal krycí jméno Balcar, působil jako prostředník mezi Prahou a Hradcem Králové a také jako královéhradecký krajský vedoucí. Podílel se na vydávání a distribuci ilegálních tiskovin, podpoře rodin vězněných a ukrývání hledaných osob v nemocnici. Jeho blízkým spolupracovníkem byl Karel Milostný. Oba dva zatklo gestapo na podzim 1941. Po dvou letech věznění byl německým lidovým soudem odsouzen k trestu smrti, který byl v roce 1945 změněn na osm let vězení. V tom mu pomohly posudky profesorů z pražské Německé univerzity, ale Jiří Franta na následky věznění zemřel 2. února 1945 v Brandenburg-Gördenu.

## Osudy Milady Frantové
Manželka Jiřího Franty Milada Frantová zatčení v roce 1941 unikla. V roce 1942 se v Praze zapojila do podpory výsadku Anthropoid, kdy Janu Kubišovi ošetřovala oko zraněné při atentátu na Reinharda Heydricha. Docházela za ním i do krypty Chrámu svatého Cyrila a Metoděje. Za to byla odsouzena k trestu smrti a v říjnu 1942 popravena v koncentračním táboře Mauthausen.

## Posmrtná ocenění
- V roce 1946 obdržel Jiří Franta in memoriam Československý válečný kříž 1939
- V roce 1946 byla v královéhradecké nemocnici odhalena pamětní deska Jiřímu Frantovi a Karlu Milostnému
- V roce 1969 obdržel Jiří Franta in memoriam Řád práce